# Rohrbach an der Teich
Rohrbach an der Teich (ungarisch Jobbágyujfalu; kroatisch Lorbica; Romani Orbica, Lorbica) ist eine Ortschaft und Katastralgemeinde in der Gemeinde Mischendorf im Bezirk Oberwart im Burgenland in Österreich. Bis 1971 war der Ort eine eigenständige Gemeinde.

## Geografie
Durch Rohrbach an der Teich fließt der Teichbach, ein rechtsseitiger Zufluss zur Pinka. Er wird auch als die Teich bezeichnet.

## Geschichte
Das Gebiet um Rohrbach war schon in frühgeschichtlicher Zeit bevölkert. Dies belegen mehrere Grabhügel aus der Römerzeit, die jedoch zerstört wurden. Die erste urkundliche Erwähnung erfolgte 1496 unter dem ungarischen Namen „Neudorf“. Kroatische Siedler kamen 16. Jahrhundert in den Ort.
Zu dieser Zeit gehört Rohrbach zur Herrschaft Rotenturm. Mündlichen Überlieferungen zufolge mussten die Leute Sauerwasser zum Grafen Erdödy nach Rotenturm bringen. Die Quelle ist heute nicht mehr bekannt, wird jedoch im Brunngraben vermutet; sie könnte aber auch im Hochholz 11 gewesen sein.

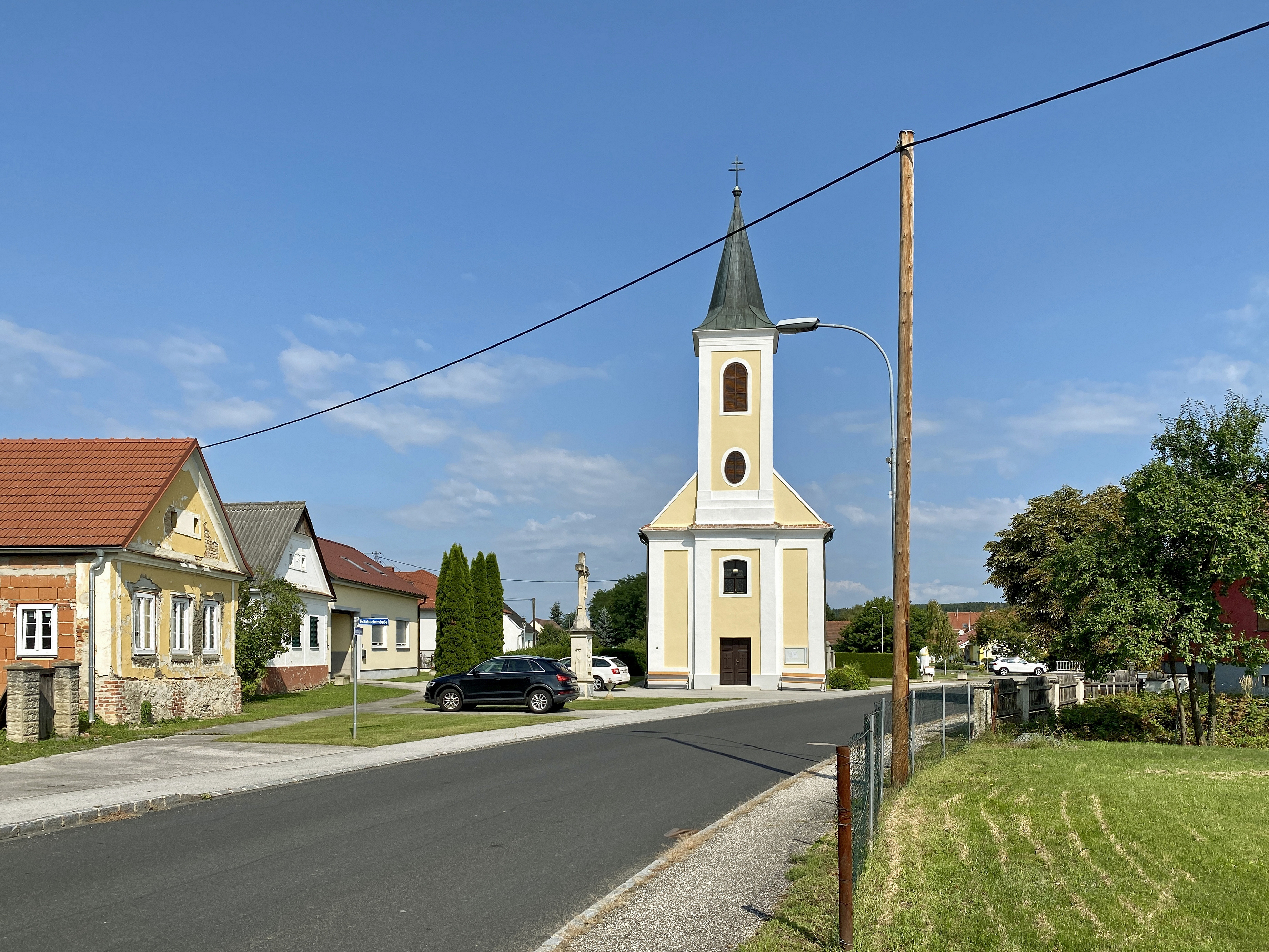
Filialkirche Christi Himmelfahrt an der Hauptstraße

Im Zuge einer Kirchenvisitation wird bereits 1697 der Name Rohrbach verwendet. Die Kirche wird 1827 errichtet, 1836 wird diese Christi Himmelfahrt geweiht.
Bereits um 1870 bis 1880 besaß Rohrbach eine Art „Wasserleitung“. Mittels eines 32 Meter hohen Windbrunnens wurde Wasser in ein Reservoir geleitet, von dem die Bevölkerung ihr Trinkwasser entnahm. Im Jahr 1949 stürzte der Windbrunnen um und wurde dabei zerstört.
Seit 1860 besteht in Rohrbach eine Schule. Nachdem ab 1911 zweiklassig unterrichtet wurde, erfolgte 1912 ein Neubau.

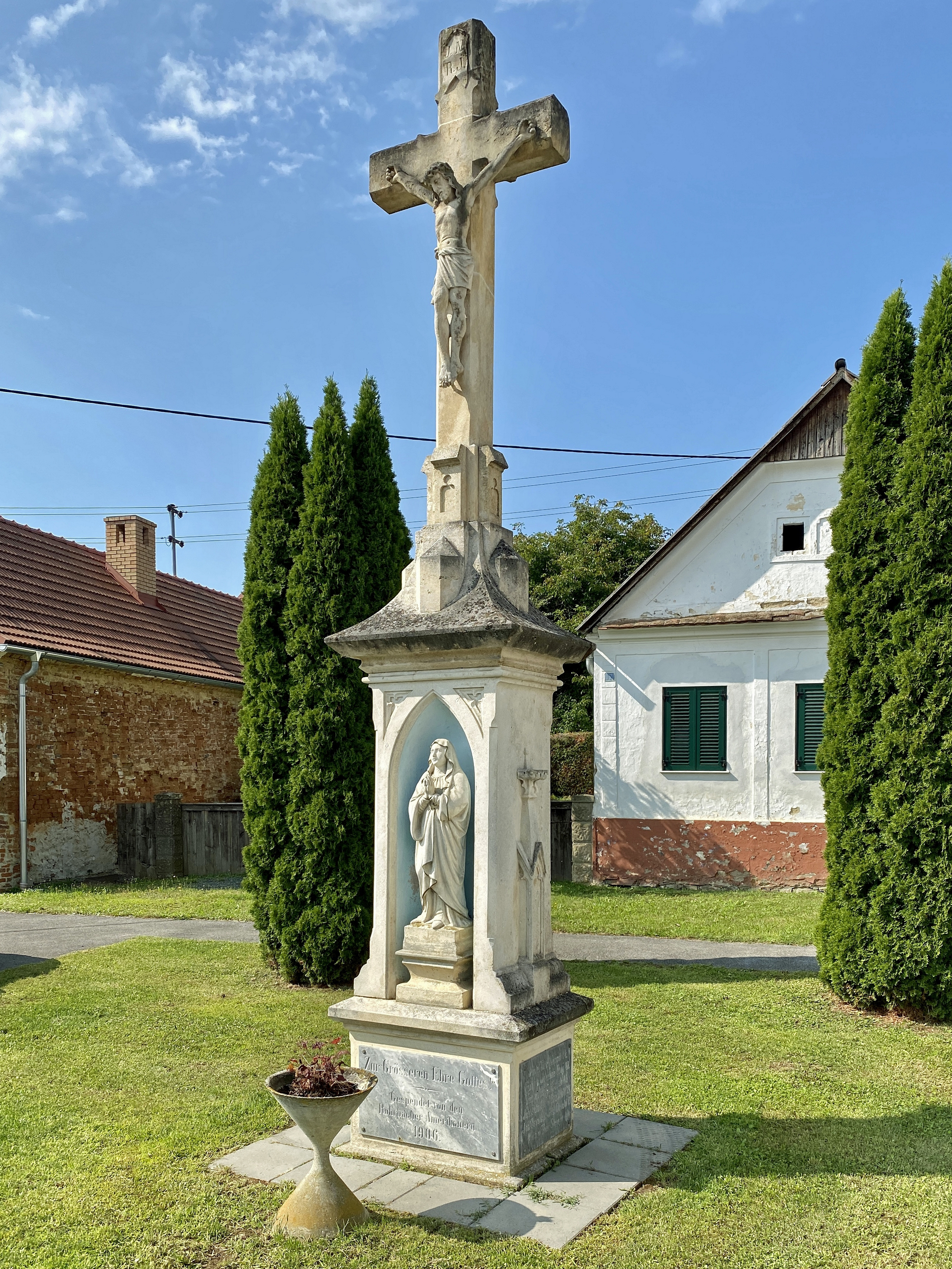
Amerikanerkreuz auf dem Dorfplatz

Durch eine Feuersbrunst wurden 1890 insgesamt 20 mit Stroh gedeckte Häuser zerstört; ein harter Schlag für die ohnehin verarmte Bevölkerung. Zahlreiche Rohrbacher Männer versuchten daraufhin ihr Glück in Amerika. Dank ihres Fleißes brachten sie es zu bescheidenem Wohlstand. Der überwiegende Teil blieb in Amerika und ließ später Frauen und Kinder nachkommen, zeigte aber in der Folge ihre Verbundenheit mit dem Heimatdorf. So wurden mit ihren Spenden der Altar, die Glocke, die Orgel und eine Monstranz für die Kirchen beschafft. Auch das 1906 auf dem Dorfplatz errichtete Kreuz geht auf Initiative von Auswanderern zurück. Nur wenige kehrten zurück und kauften sich eine Wirtschaft.
In den letzten Tagen des Zweiten Weltkriegs blieb auch Rohrbach nicht von den Kriegswirren verschont, wie der Chronik der Schule zu entnehmen ist. Im April 1945 stießen eine deutsche Nachhut und eine sowjetische Vorhut in Rohrbach aufeinander, worauf sich erbitterte Kämpfe ergaben. Die deutschen Einheiten gehörten zur 1. Volksgebirgsdivision. Die sowjetischen Angreifer waren Teil der 26. Armee, die in den ersten beiden Aprilwochen den ganzen Bezirk Oberwart besetzte.
Rohrbach gehört schulisch, ebenso wie alle Gemeinden im Teichbachtal, zur Hauptschule Kohfidisch. Die alte Volksschule wurde, ebenso wie der hölzerne Feuerwehrturm abgetragen werden. Der bestehende Kindergarten musste 2001 mangels Nachfrage geschlossen werden.
Im Zuge der Umsetzung des Gemeindestrukturverbesserungsgesetzes wurden 1971 die Gemeinden Mischendorf, Kotezicken, Kleinbachselten, Großbachselten, Rohrbach an der Teich und Neuhaus zur Großgemeinde Mischendorf zusammengelegt.

## Kultur und Sehenswürdigkeiten
Die katholische Filialkirche Christi Himmelfahrt wurde im Jahr 1827 erbaut und hat einen Hochaltar im neogotischen Stil, sie steht unter Denkmalschutz (Listeneintrag).

## Vereine
- Die Freiwillige Feuerwehr Rohrbach an der Teich existiert mindestens seit dem Jahr 1921. Bereits 1907 erfolgte jedoch der Ankauf einer Handdruckspritze, die heute noch vorhanden und funktionsfähig ist und für die 1908 ein Feuerwehrhaus errichtet wurde.[5]